# أبروسيتينيب
أبروسيتينيب، الذي يباع تحت الاسم التجاري سيبينكو، هو دواء يستخدم لعلاج التهاب الجلد التأتبي (الأكزيما).  ويستخدم عادة للحالات التي لا تتحسن مع العلاجات الأخرى.  و يؤخذ عن طريق الفم. 
تشمل الآثار الجانبية الشائعة له ما يلي: الغثيان و الصداع و الهربس البسيط و عدوى المسالك البولية و حب الشباب و القوباء وانخفاض الصفائح الدموية .  قد تشمل الآثار الجانبية الأخرى ايضا الالتهابات والموت القلبي المفاجئ والانسداد الرئوي و السرطان.  أما السلامة أثناء الحمل فغير واضحة.  و هو مثبط يانوس كيناز. 
ووفق على الاستخدام الطبي للدواء في أوروبا في عام 2021 والولايات المتحدة في عام 2022.   في المملكة المتحدة، يكلف 4 أسابيع من العلاج هيئة الخدمات الصحية الوطنية حوالي 900 جنيه إسترليني اعتبارًا من عام 2021.  أمل في الولايات المتحدة يكلف هذا القدر حوالي 4600 دولار أمريكي اعتبارًا من عام 2022. 